# 歌って笑って民謡まわり舞台
『歌って!笑って!!民謡まわり舞台』（うたってわらってみんようまわりぶたい）は、1968年4月8日からIBC岩手放送で放送されているラジオ番組。

## 概要
岩手に古くから伝わる民謡を毎週紹介。県内外の有名民謡歌手もゲストとして多数出演する。生放送の週と録音の週があり、岩手県内各地のイベント会場に番組パーソナリティーが自ら司会として出向き、当番組の公開録音も積極的に行われている。
過去、ナイターシーズンは月曜日、ナイターオフシーズンは土曜日または日曜日に放送していた時期があったが、2006年4月からは通年で月曜日19時台の放送に固定された。また、当初の番組タイトルは『民謡まわり舞台』であったが、IBCの公式サイトや番組表では『歌って!笑って!!民謡まわり舞台』と『民謡まわり舞台』、両方の表記が散見される。『歌って!笑って!!』のタイトルは1992年10月期の番組表から見られ、その前の1992年4月期の番組表にのみ『飛び出せバンバン!!』のタイトルが付いていた。

## 放送時間
1973年4月 - 1974年3月
- 月曜日 19:00 - 20:00 （ナイターシーズン中 ＝ 4月 - 9月）
- 土曜日 19:00 - 20:00 （ナイターオフシーズン中 ＝ 10月 - 3月）

1974年4月 - 1983年3月
- 月曜日 19:00 - 20:00 （ナイターシーズン中 ＝ 4月 - 9月）
- 日曜日 19:00 - 20:00 （ナイターオフシーズン中 ＝ 10月 - 3月）

1984年4月 - 1987年3月
- 月曜日 19:00 - 20:00 （ナイターシーズン中 ＝ 4月 - 9月）
- 月曜日 20:00 - 21:00 （ナイターオフシーズン中 ＝ 10月 - 3月）

1987年4月 - 1992年3月
- 月曜日 19:00 - 20:00 （ナイターシーズン中 ＝ 4月 - 9月）
- 月曜日 19:30 - 20:30 （ナイターオフシーズン中 ＝ 10月 - 3月）

1992年4月 - 1994年3月
- 月曜日 21:30 - 22:20 （ナイターシーズン中 ＝ 4月 - 9月）
- 土曜日 19:00 - 20:00 （ナイターオフシーズン中 ＝ 10月 - 3月）

1994年4月 - 1996年3月
- 月曜日 20:00 - 21:00 （ナイターシーズン中 ＝ 4月 - 9月）
- 土曜日 19:00 - 20:00 （ナイターオフシーズン中 ＝ 10月 - 3月）

1996年4月 - 2001年3月
- 月曜日 19:00 - 20:00 （ナイターシーズン中 ＝ 4月 - 9月）
- 土曜日 19:00 - 20:00 （ナイターオフシーズン中 ＝ 10月 - 3月）

2001年4月 - 2006年3月
- 月曜日 18:10 - 19:10 （ナイターシーズン中 ＝ 4月 - 9月）
- 土曜日 18:00 - 19:00 （ナイターオフシーズン中 ＝ 10月 - 3月）

2006年4月 -
- 月曜日 19:00 - 20:00 （通年。2009年3月までは19:50まで）

## パーソナリティ

### 現在
- 長谷川拳杜（2018年4月2日より）

### 過去
- 菊池信夫（1978年3月まで、有海大喜と2人体制での出演）
- 有海大喜（1970年代 - 1985年10月まで）
- 佐藤宏邦（1985年10月 - 1994年3月）
- 斉藤さゆり（1992年4月 - 2000年　1996年3月までは2人体制、1996年4月からは単独での出演）
- 吉井祥博（1994年4月 - 1996年3月）
- 風見好栄（2000年 - 2009年3月）
- 神山浩樹（2009年4月 - 2018年3月）

## 備考
東日本大震災発生以降、当番組はしばらくの間一部内容変更（震災関連情報の随時挿入）が実施されており、2011年3月26日に予定されていた大船渡市における当番組公開録音も現地が甚大な大津波被害を受けた事から中止された。